# Rhamnetin
Rhamnetin ist ein sekundärer Pflanzenstoff aus der Untergruppe der Flavonole innerhalb der Stoffgruppe der Flavonoide. Rhamnetin ist ein Stellungsisomer zu Isorhamnetin und leitet sich wie dieses durch einfache O-Methylierung einer Hydroxygruppe von Quercetin ab.

## Vorkommen

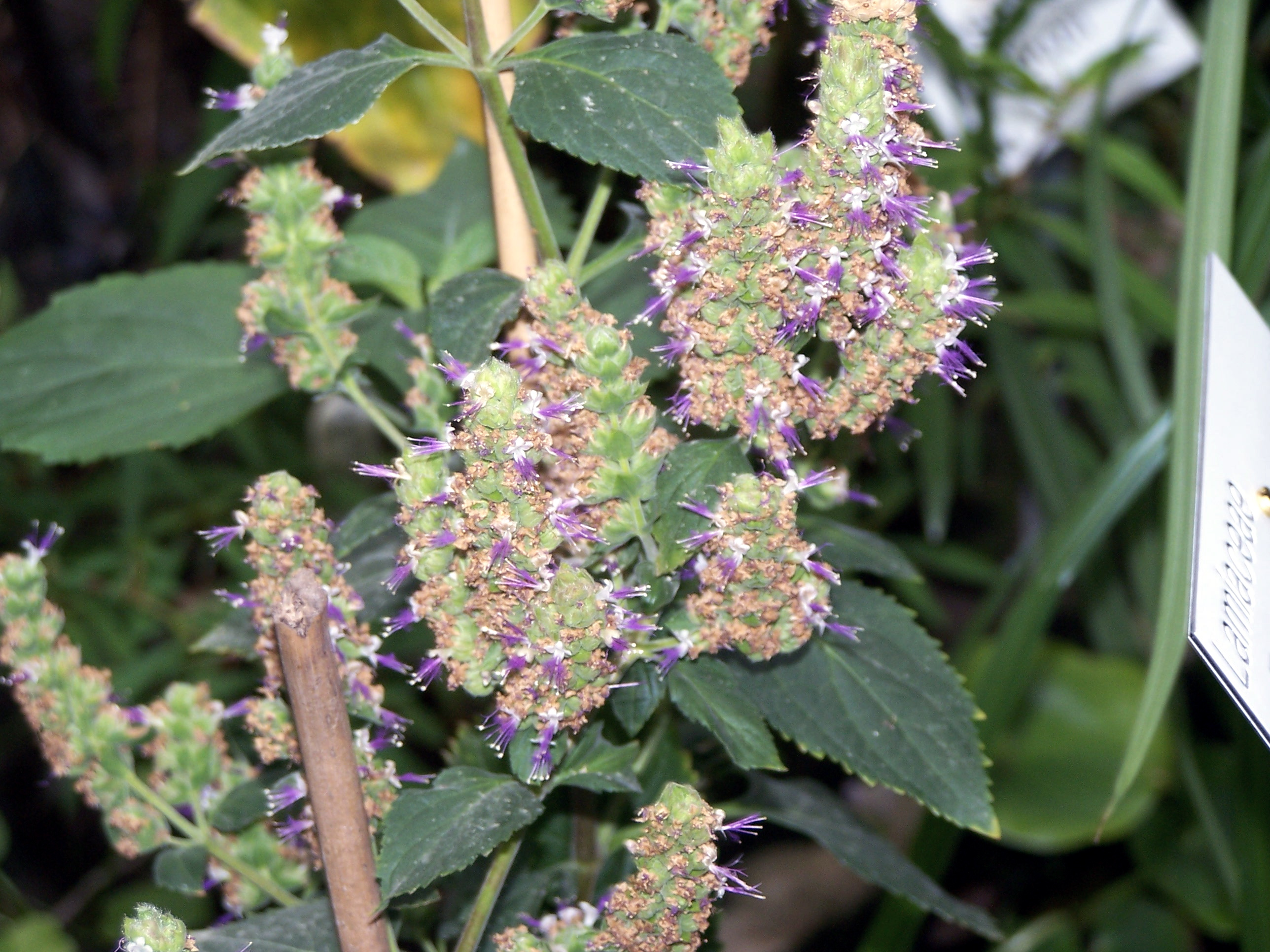
Indisches Patschuli (Pogostemon cablin)

Rhamnetin kommt natürlich in Indischem Patschuli und als Hauptfarbstoff in Kreuzdornbeeren (lateinisch Rhamnus, daher der Name) sowie einigen anderen Pflanzen vor. Es entsteht bei der Hydrolyse von Xanthorhamnin. Es wurde in den 1880er Jahren von Liebermann, Hörmann und Josef Herzig zuerst untersucht.

## Gewinnung und Darstellung
Künstlich kann Rhamnetin auf enzymatischem Wege durch O-Methyltransferase-7 erzeugt werden.

## Eigenschaften
Rhamnetin ist ein hellgelbes geruchloses Pulver. Es ist ein Monomethylether von Quercetin.

## Verwendung
Rhamnetin wird in der Papierveredelung als Bestandteil der Entwicklerschicht in druckempfindlichen Kopierpapieren verwendet.